# Grünes U

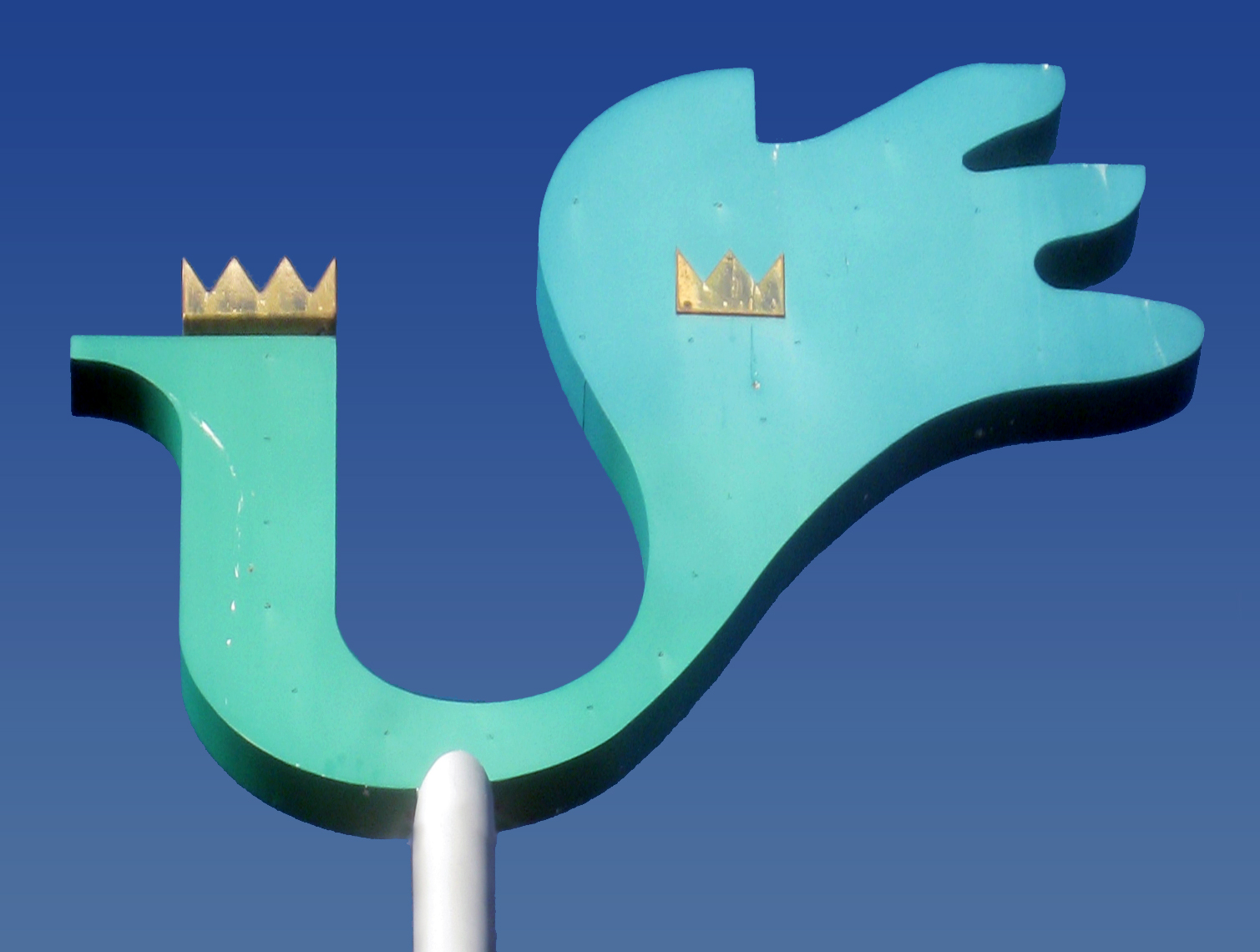
Wetterfahne des Killesbergturms nach dem Signet des Grünen U von Hans Luz, das stilisiert die miteinander verbundenen Parkanlagen des Grünen U zeigt.

Das Grüne U in Stuttgart ist ein U-förmiger Grünzug von acht Kilometern Länge. Es hat eine Fläche von 5,6 km² und besteht aus sechs miteinander verbundenen Parkanlagen:
- Schlossgarten
- Park der Villa Berg
- Rosensteinpark
- Leibfriedscher Garten
- Wartberg
- Höhenpark Killesberg

## Geschichte

Übersichtskarte der Parkanlagen des Grünen Us

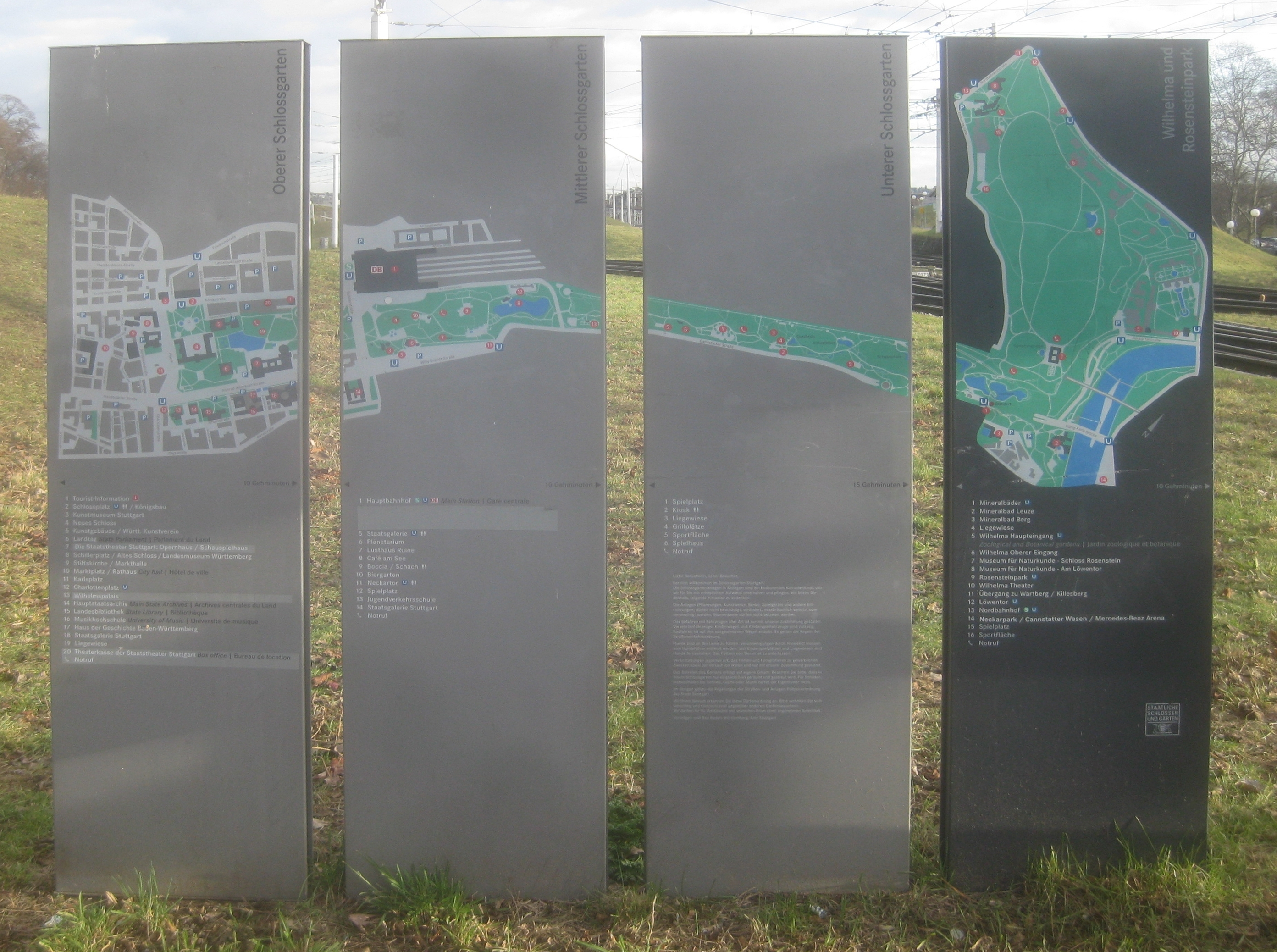
Plan des Grünen U (Ausschnitt): Schlossgarten und Rosensteinpark

Das Grüne U wurde anlässlich der Internationalen Gartenbauausstellung 1993 im Wesentlichen durch die Anlage von Leibfriedschem Garten und Wartberg geschlossen, die den Rosensteinpark mit dem Höhenpark Killesberg verbanden. Damit wurde eine durchgehende Verbindung vom zur Bundesgartenschau 1961 umgestalteten Oberen Schlossgarten im Stuttgarter Zentrum vorbei am Verkehrsknotenpunkt Hauptbahnhof über den anlässlich der Bundesgartenschau 1977 neu gestalteten Unteren Schlossgarten zum ursprünglich zur Reichsausstellung des Deutschen Gartenbaues 1939 entstandenen Höhenpark hergestellt.

## Verlauf
Das Grüne U beginnt beim Alten und Neuen Schloss in der Stuttgarter Innenstadt und führt Richtung Nordosten durch den Oberen Schlossgarten mit dem Eckensee, um den sich der Landtag von Baden-Württemberg, die Württembergischen Staatstheater mit Opernhaus und Schauspielhaus sowie unmittelbar und mittelbar mehrere Museen gruppieren, darunter die drei großen Stuttgarter Kunstmuseen. Über Brücken kommt man dann zuerst in den Mittleren und dann in den Unteren Schlossgarten, vorbei am Planetarium, an mehreren Seen und Biergärten sowie den Mineralbädern Berg und Leuze bis zum Neckar.
Nach Süden schließt sich hier der Park der Villa Berg an.
Am Neckar geht der Schlossgarten direkt in den Rosensteinpark über, in welchem sich der Zoologisch-Botanische Garten Wilhelma, das Wilhelma-Theater und die zum Staatlichen Museum für Naturkunde Stuttgart gehörenden Museen Museum Schloss Rosenstein und Museum am Löwentor befinden.
Über eine Brücke am Löwentor am nordwestlichen Ende des Rosensteinparks kommt man in den Leibfriedschen Garten mit der Ruine der Villa Moser. Diese Parkanlage wurde 1993 als letzte der sechs Parkanlagen eröffnet.
Über mehrere Brücken kommt man in den Wartberg mit dem Egelsee. Diese Parkanlage ist durchzogen von Kleingärten und verschiedenartigen Kinderspielplätzen. Der Park liegt an der Nordostflanke des Killesberges und führt im oberen Teil steil bergan Richtung Westen.
Oben angekommen kommt man über eine Brücke in die letzte Parkanlage des Grünen Us, den Höhenpark Killesberg. Hier befinden sich eine kleine Außenstelle der Wilhelma, mehrere Seen und Biergärten, eine Parkeisenbahn, der Killesbergturm und das Höhenfreibad.
Jenseits einer weiteren Brücke befindet sich die Feuerbacher Heide, eine heideartige Parkanlage in Richtung Südwesten mit dem Gelände des Tennisclubs Weissenhof und dem Bismarckturm, einem beliebten Aussichtspunkt über Stuttgart. Durch den Umzug der Stuttgarter Messe auf die Fildern ist eine durchgehende Verbindung zwischen Höhenpark und Feuerbacher Heide möglich geworden. Seit Juli 2012 erweitert im Bereich der bisherigen Messehallen die Grüne Fuge den Höhenpark Killesberg nach Süden, daran schließt sich der Park Rote Wand in einem bisher als Standort eines Parkhauses genutzten ehemaligen Steinbruch an und stellt die Verbindung zur bereits bestehenden Feuerbacher Heide her. Über die Feuerbacher Heide besteht Zugang zum Bismarckturm auf dem Gähkopf, außerdem grenzt sie an den sich nordwestlich des Stadtzentrums erstreckenden Kräherwald, womit auch eine Verbindung zum Stuttgart umgebenden Waldgürtel bestehen wird.